# KOffice
KOffice är en svit av kontorsapplikationer av KDE. KOffice fungerar på de flesta Unix-varianter, däribland Linux. I och med att version 2 släpptes kommer det också göras tillgängligt för MS Windows och OS X. KOffice är utvecklat med hjälp av Qt från det norska företaget Trolltech och distribueras som öppen källkod. KOffice är fritt att ladda ner från Internet. Många Linuxdistributioner utger även egna färdigpaketerade varianter av KOffice. Sedan 2012 uppdateras inte KOffice.

## Applikationer som ingår i KOffice
- KWord - Ordbehandlare
- KSpread - Kalkylprogram
- KPresenter - Presentationer
- Kivio - Flödescheman och ritningar
- Karbon14 - Vektorbaserat ritprogram
- Krita - Pixelbaserat bildredigeringsprogram
- Kugar - Rapportgenerator
- KChart - Verktyg för tabeller och diagram
- KFormula - Formelredigerare
- Kexi - Databashanterare